# Трёхцветный чёрный трупиал
Трёхцветный чёрный трупиал (лат. Agelaius tricolor) — вид птиц рода чёрные трупиалы семейства трупиаловых. Подвидов не выделяют.

## Описание
Клюв у представителей этого вида относительно тонкий и острый.
Самец полностью глянцево-чёрного цвета, однако на плече есть пятно красного цвета, окаймленое белым.
Самка полосатая, тёмно-коричневого цвета.

## Среда обитания и численность
Первоначально трёхцветного чёрного трупиала можно было найти на болотах. Он гнездится в заболоченных рогозах и камышах. Имеет место сокращение пресноводных болот как мест размножения трёхцветного чёрного трупиала. Во многом это связано с деятельностью человека, и только в период с 1930-х по 1980-е годы исчезло более 95 % водно-болотных угодий. Также в этот период наблюдаемая популяция трёхцветных особей сократилась на 89 %, а средний размер колонии уменьшился на 63 %. В целом, популяция трёхцветного чёрного трупиала сократилась с нескольких миллионов до нескольких сотен тысяч в течение двадцатого века. Тем не менее, трёхцветный чёрный трупиал смог адаптироваться.

## Размножение
Трёхцветный чёрный трупиал гнездится колониями. Гнездование колониями делает трёхцветных восприимчивыми к изменениям окружающей среды. Хотя трёхцветный чёрный трупиал смог приспособиться к некоторым изменениям ландшафта, потеря среды обитания сыграла важную роль в сокращении его популяции.